# Yusef của Maroc
Yusef ben Hassan (tiếng Ả Rập: مولاي يوسف بن الحسن) là Sultan của Maroc từ năm 1912 đến năm 1927. Ông chính thức kế vị ngai vàng Maroc khi Sultan Abd al-Hafid thoái vị sau Hiệp ước Fes, khiến Maroc trở thành nước bảo hộ của Pháp.
Triều đại của Yusef chứa đầy sóng gió với các cuộc nổi dậy của người dân Maroc chống lại sự bảo hộ của Tây Ban Nha và Pháp. Năm 1927, Yusef đột ngột qua đời vì bệnh Urê huyết, con tai ông là Mohammed V trở thành vị Sultan tiếp theo của Maroc. 